# Innovation (lingvistik)
I lingvistik betecknar innovation en strukturell förändring i en språklig varietet. Ett exempel är att vokalbalans uppkom i centrala skandinaviska dialekter.